# Dominikustag
Der Sankt-Dominikus-Tag oder Dominikustag ist seit der Reform des Römischen Kalenders (1. Januar 1970) am 8. August, vorher am 4. August.
Der Tag erinnert an den Gründer des Dominikanerordens, den heiligen Dominikus, der 1234 heiliggesprochen wurde.
Dieser Gedenktag für Dominikus am 8. August findet sich auch in den Kalendern der Evangelisch-Lutherischen Kirche in Amerika und der anglikanischen Kirche.
Für den seinerzeitigen Sankt Dominikus gilt die Wetterregel: „Wenn’s heiß ist an Dominikus, ein strenger Winter folgen muss“.